# Franz Xaver Joseph de Lusignan

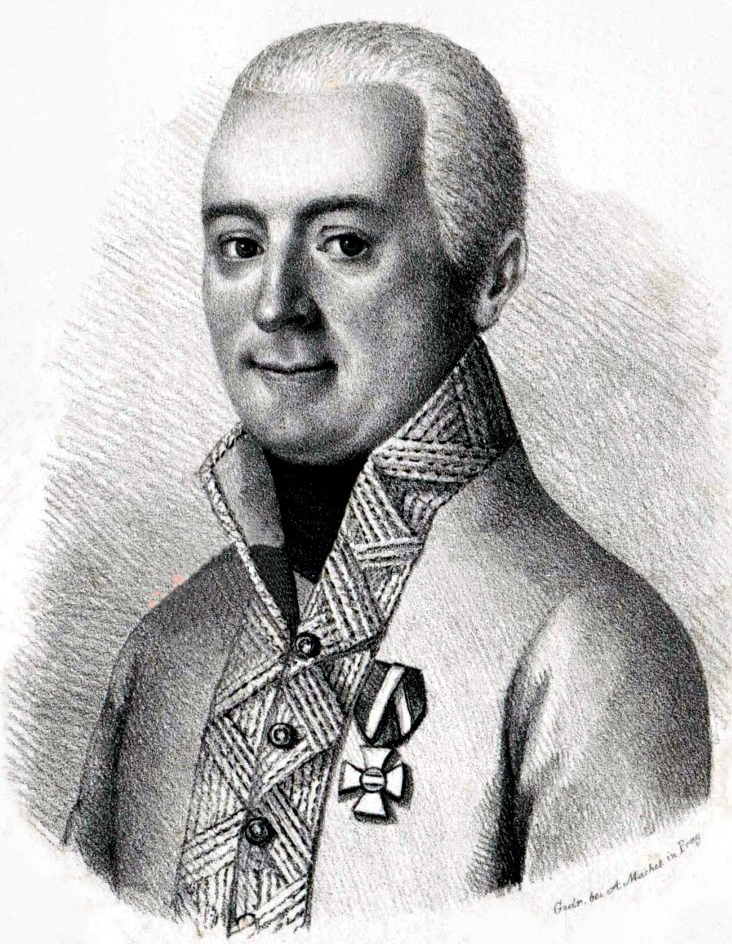
Franz Xaver Joseph Marquis de Lusignan 1801

Marquis Franz Xaver Joseph de Lusignan aus dem Haus Lusignan (* 23. Juni 1753 in Jaca, Aragonien; † 23. Dezember 1832 in Eiwanowitz in der Hanna (Eiwanowacz), Südmähren) war ein aus Spanien stammender, französischer, später österreichischer Offizier (Feldzeugmeister) während der Revolutionskriege und Napoleonischen Kriege sowie Inhaber des Linieninfanterieregiments Nr. 16.

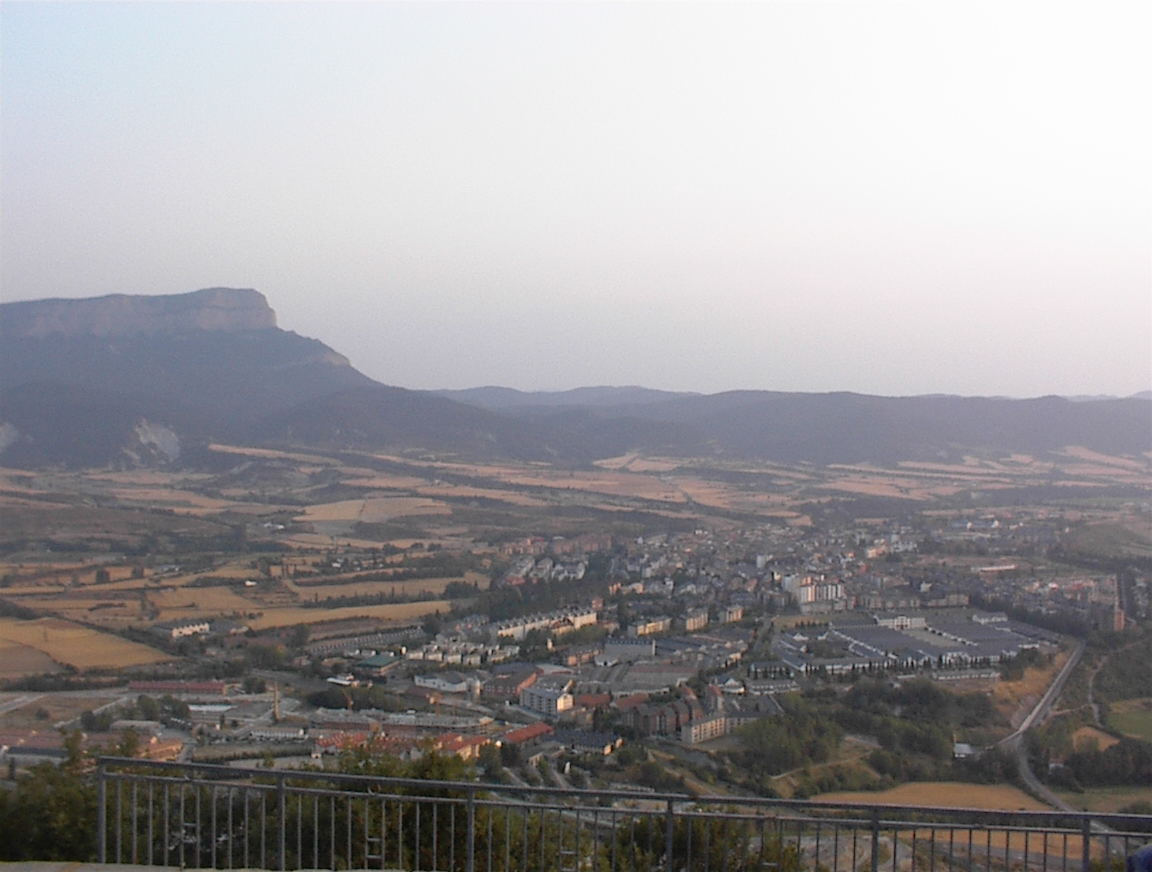
Lusignons Geburtsort Jaca

## Biographie
Seit seinem achten Lebensjahr wurde er am Collège de Juilly der Oratorianer-Mönche in Juilly unweit Paris erzogen. Wegen seiner hervorragenden Leistungen erhielt er 1769 von König Ludwig XV. ohne Ersuchen eine Stelle als Sous-lieutenant im Infanterieregiment Languedoc auf Korsika, dann ab 1771 in Toulon. Noch im gleichen Jahr begab er sich in österreichische Dienste als Fähnrich in Ferraris Infanterieregiment Nr. 14. Er kämpfte in einem Freikorps während des Bayerischen Erbfolgekrieges.

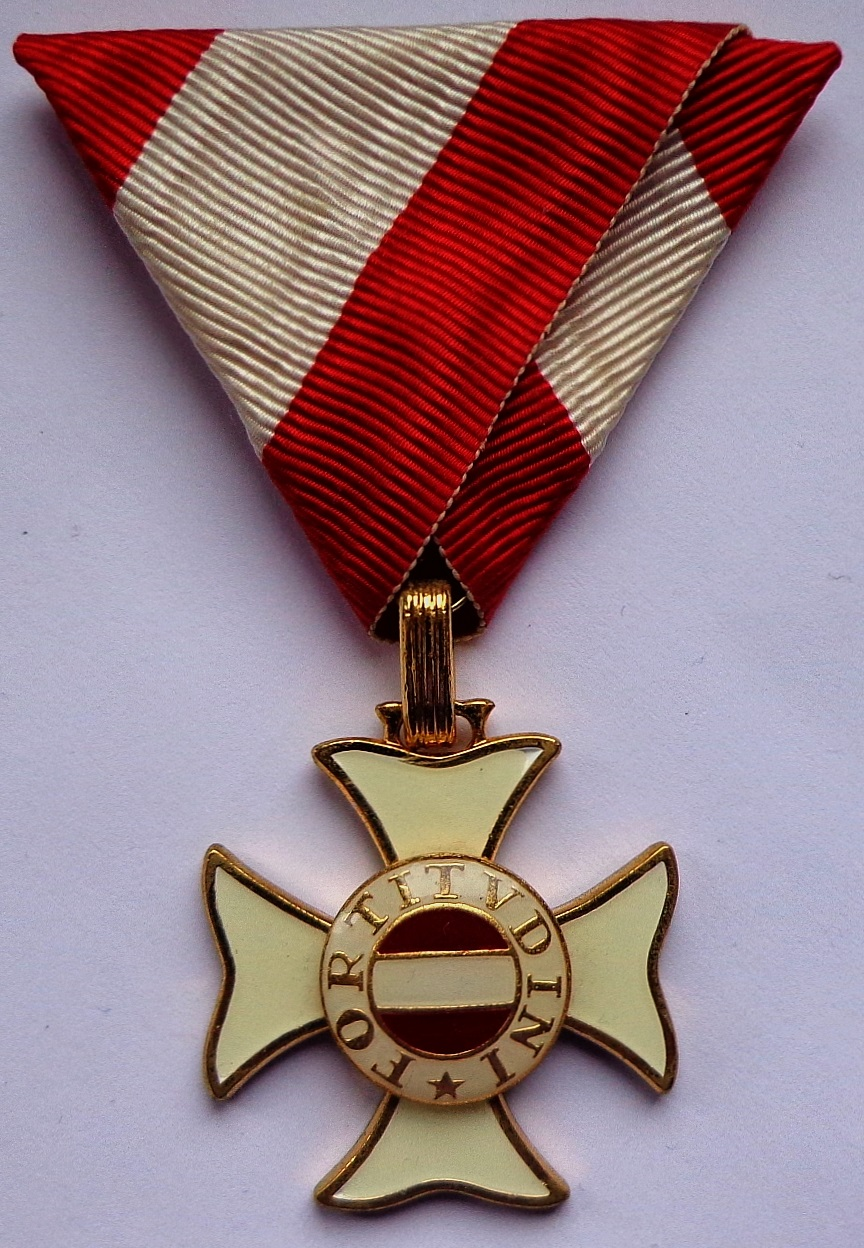
Ritterkreuz des Militär-Maria-Theresien-Ordens

In der Zeit seines Aufenthaltes in den Österreichischen Niederlanden wurde er 1789 zum Major befördert. Im Jahr darauf zeichnete er sich im Gefecht bei Lüttich aus, indem er den Angriff einer Überzahl belgischer Rebellen mit nur wenigen Soldaten zurückwarf. Dafür wurde er zum Oberstleutnant befördert und in der 23. Promotion vom 19. Dezember 1790 mit dem Ritterkreuz des Militär-Maria-Theresia-Ordens ausgezeichnet.

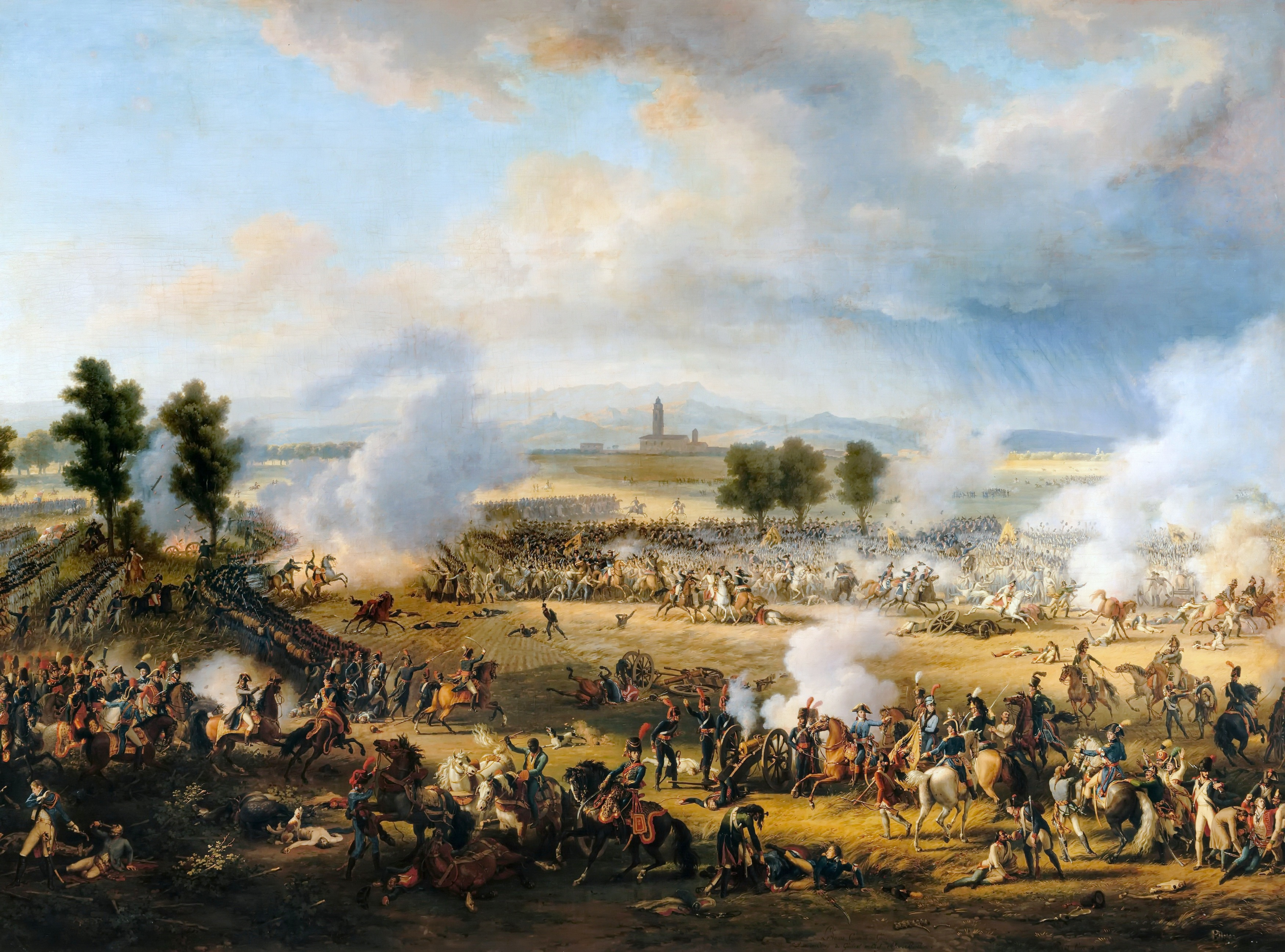
Schlacht bei Marengo

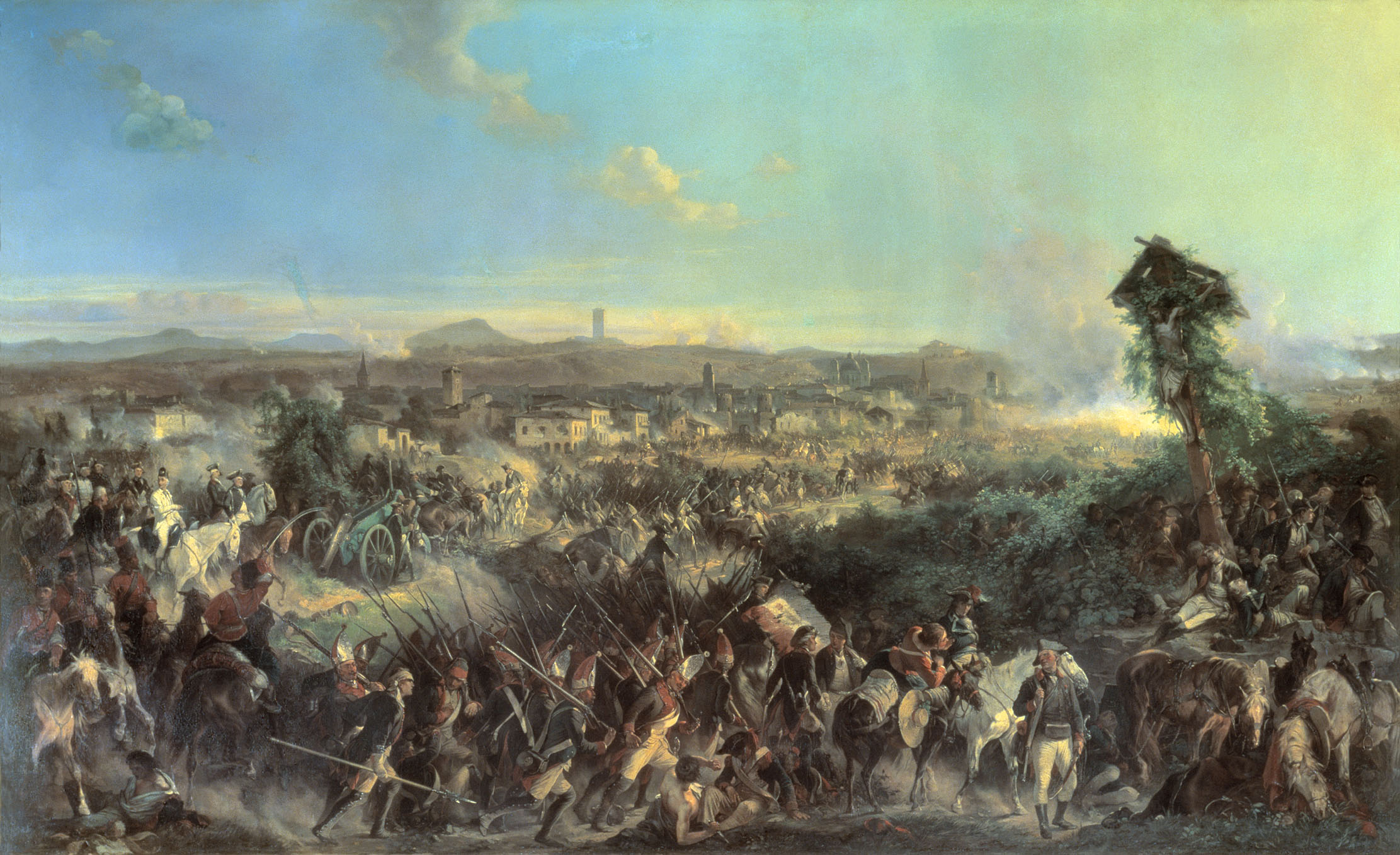
Schlacht bei Novi

Als Oberstleutnant befehligte Lusignan 800 Infanteriesoldaten und 100 Reiter in den zwei Tage dauernden Kämpfen bei Virton, nahe der Grenze zu Frankreich. Unter seiner Führung standen vier Kompanien des Infanterieregiments Bender Nr. 41, vier Kompanien der wallonischen Le Loup-Jäger, und eine Escadron des Esterhazy-Husaren-Regiments Nr. 32.  Am 22. Oktober wurde er bei Latour von  Jean-Baptiste Cyrus de Timbrune, Comte de Valences Vorhut der Ardennenarmee mit insgesamt 5000 Soldaten, 3500 Infanteristen, 1500 Kavalleristen sowie sechs Feldgeschützen angegriffen. Seine Truppen erlitten eine Niederlage, der Kampf wurde am nächsten Tag bei Virton fortgesetzt, wo er erneut besiegt wurde.
Er kämpfte in der Schlacht bei Jemappes im November 1792. Als Kommandant der Nachhut wurde er zwei Wochen später während des Rückzugs Erzherzog Karls aus dem Nordosten Italiens von den Franzosen gefangen genommen, die ihn bis zu einem Gefangenenaustausch inhaftiert hielten. 1794 wurde der Marquis Oberst und Kommandant des Infanterieregiments Klebek Nr. 14. Im Jahre 1795 kämpfte er am Oberrhein unter dem Kommando von Dagobert Graf von Wurmser und eroberte eine Redoute während der Kämpfe um die Mainzer Linien.
Am 28. Februar 1797 mit Rang vom 24. Mai 1796 wurde der Marquis zum Generalmajor befördert und im Januar 1797 übergab ihm der Kommandierende General, Joseph Alvinczy von Berberek Lusignan das Kommando der ersten Kolonne des rechten Flügels, mit vier Bataillonen und 12 Kompanien der leichten Infanterie, um im vierten Versuch die Belagerung von Mantua zu entlasten. Hierfür musste er seine Soldaten entlang der Höhen des Monte Baldo herumführen. Während der Schlacht bei Rivoli kommandierte der Marquis eine von zwei Avantgarden und der Kommandierende General Joseph Alvinczy von Berberek befahl ihm einen weiteren Flankenmarsch, diesmal in eine Position im Rücken der französischen Armee von Napoleon Bonaparte. Er führte seine Befehle aus, befand sich aber auf einem Hügel weit von dem Gefecht isoliert. Am Nachmittag des 14. Januar schlug Bonaparte die anderen österreichischen Truppen. Angegriffen aus dem Norden von André Massénas Soldaten und durch eine Division unter Gabriel Venance Rey im Süden blockiert, versuchte Lusignan im Westen durchzubrechen. Dabei gerieten allerdings an die 3000 seiner völlig erschöpften Soldaten in Gefangenschaft, Lusignan konnte entkommen. Vor der Division Massena gejagt, musste er mit 300 Mann am 14. März 1797 nach der Schlacht bei Belluno in Pieve di Cadore kapitulieren.
Während des Zweiten Koalitionskrieges diente der Offizier in Italien. Am 5. April 1799, führte er eine Brigade der Michael Frölich-Division in der Schlacht bei Magnano, wo er dreimal verwundet wurde. Zeitweilig war er stellvertretender Kommandant der Division. Auch führte er eine Abteilung im ersten Gefecht der Schlacht bei Marengo gegen General Jean Victor Moreau am 16. Mai 1799, sodann befehligte er eine Brigade unter Michael von Melas in der Schlacht bei Novi am 15. August des Jahres, die mit einer schweren Niederlage der Franzosen endete. Danach geriet er erneut in Gefangenschaft und wurde gegen den in Ancona festgesetzten General Jean Charles Monnier getauscht.
Kaiser Franz II. beförderte ihn am 30. Januar 1801 (Rang vom 7. September 1800) zum Feldmarschalleutnant. Im Jahre 1805 übernahm Lusignan das Kommando einer Division in Tirol. Nachdem er bereits seit 1802 zweiter Inhaber des Venezianischen Linien-Infanterieregiments Nr. 16 geworden war, ernannte der Kaiser Lusignan im Jahre 1806 zu dessen alleinigen Inhaber.

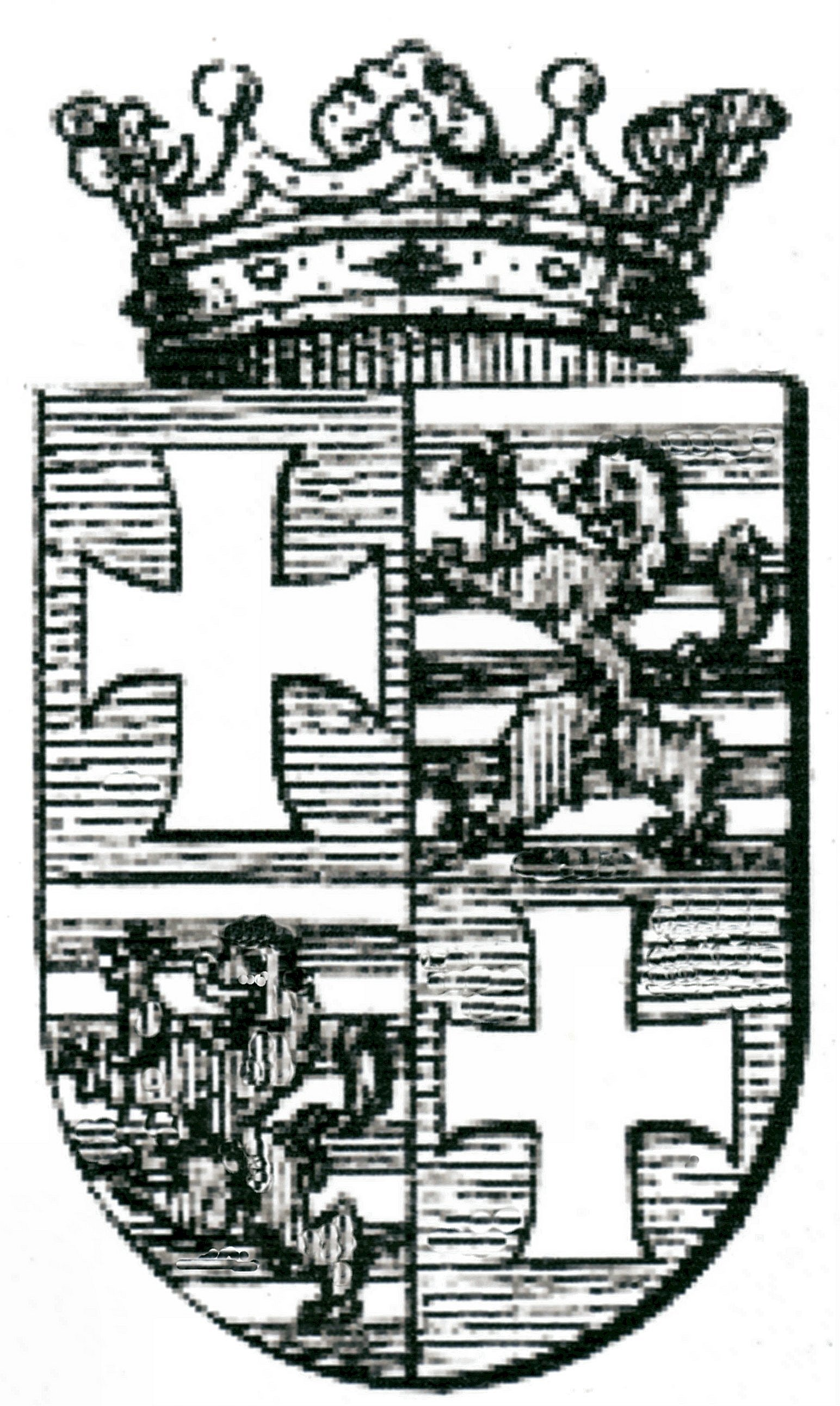
Wappen der Marquis de Lusignan

Während des fünften Koalitionskrieges befehligte der Feldmarschalleutnant  eine Division im 3. Armeekorps unter dem Kommando des Prinzen Friedrich von Hohenzollern-Hechingen. Während seine Truppen in der Schlacht bei Teugn-Hausen am 19. April 1809 anführte, erlitt er eine schwere  Kopfverletzung, die in Folge zu seiner Versetzung in den Ruhestand führte. Aus Dankbarkeit beförderte ihn der Kaiser am 29. Mai 1809 zum Feldzeugmeisters.

## Wappen
Quadriertes Schild. 1 und 4 von Blau mit einem silbernen Kreuz (Zypern). 2 und 3 von Silber und blau zehn Mal quergestreift mit je einem aufrechten, rechtsgewendeten, roten Löwen. Über dem Schild die Marquiskrone.